# Forlidas Pond
Forlidas Pond är en sjö i Antarktis. Den ligger i Västantarktis. Argentina och Storbritannien gör anspråk på området. Forlidas Pond ligger 553 meter över havet.